# SpaceX Crew-2
SpaceX Crew-2 — второй эксплуатационный полёт по смене экипажа Международной космической станции американского частного многоразового космического корабля Crew Dragon компании SpaceX в рамках программы НАСА Commercial Crew Program, запуск которого состоялся 23 апреля 2021 года со стартового комплекса LC-39A Космического центра NASA имени Кеннеди.
На МКС проводилась работа в составе долговременных экспедиций МКС-65 и МКС-66.

## Экипаж
Экипаж корабля состоит из четырёх человек:
| Астронавт       | Должность             | № полёта | Агентство |
| --------------- | --------------------- | -------- | --------- |
| Шейн Кимбро     | Командир              | 3        | НАСА      |
| Меган Макартур  | Пилот                 | 2        | НАСА      |
| Акихико Хосидэ  | Специалист полёта № 1 | 3        | JAXA      |
| Томас Песке     | Специалист полёта № 2 | 2        | ЕКА       |
| Дублёры         |                       |          |           |
| Сатоси Фурукава | Специалист полёта № 1 | 2        | JAXA      |
| Маттиас Маурер  | Специалист полёта № 2 | 1        | ЕКА       |

## Задачи
Экипаж должен был проводить научные исследования и техническое обслуживание в течение шести месяцев на борту МКС и вернуться на Землю не ранее начала ноября 2021 года.
Корабль доставил на МКС почти 113 кг груза, новое научное оборудование и оборудование для экспериментов, включая:
- Tissue Chips — продолжение серии исследований чипов с тканью. Чипы с тканью моделируют ткани человеческих органов. Они содержат различные типы клеток, которые ведут себя примерно так же, как и в организме человека.
- Roll-out Solar Arrays — расширение системы солнечной энергии станции за счёт установки первой пары из шести новых развёртываемых солнечных батарей.

Планировалось, что во время пребывания на МКС астронавты встретят несколько коммерческих космических кораблей: Northrop Grumman Cygnus, грузовой SpaceX Dragon 2 и беспилотный Boeing CST-100 Starliner, а также следующую пилотируемую миссию SpaceX Crew-3, которая намечена к запуску не ранее 31 октября. Астронавты совершат ряд выходов в открытый космос для установки солнечных батарей.

## Запуск
Запуск Crew Dragon состоялся 23 апреля 2021 года в 09:49 UTC с помощью ракеты-носителя Falcon 9 со стартового комплекса LC-39A Космического центра имени Кеннеди на мысе Канаверал при поддержке боевых расчётов 45-го Космического крыла Космических сил США. Корабль успешно достиг орбиты и отделился от второй ступени ракеты-носителя. Первая ступень выполнила посадку на платформу Of Course I Still Love You.

## Стыковка с МКС
Стыковка Crew Dragon к модулю «Гармония» американского сегмента МКС осуществлена в автоматическом режиме 24 апреля 2021 года в 09:08 UTC.

## Перестыковка
Для проведения повторного испытательного полёта корабля CST-100 Starliner к МКС, старт которого был запланирован на 30 июля 2021 года, Endeavour, с экипажем на борту, отстыковался 21 июля в 10:48 UTC от стыковочного узла PMA2/IDA2 модуля Гармония и вновь пристыковался к МКС (стыковочный узел PMA3/IDA3 модуля Гармония) в 11:35 UTC. Операция по передислокации на новое место проходила в автоматическом режиме и заняла 47 минут.

## Отстыковка и возвращение
Отстыковка «Индевора» проведена 8 ноября 2021 года в 19:05 UTC, а приводнение у побережья Флориды состоялось 9 ноября в 3:33 UTC.

## Галерея

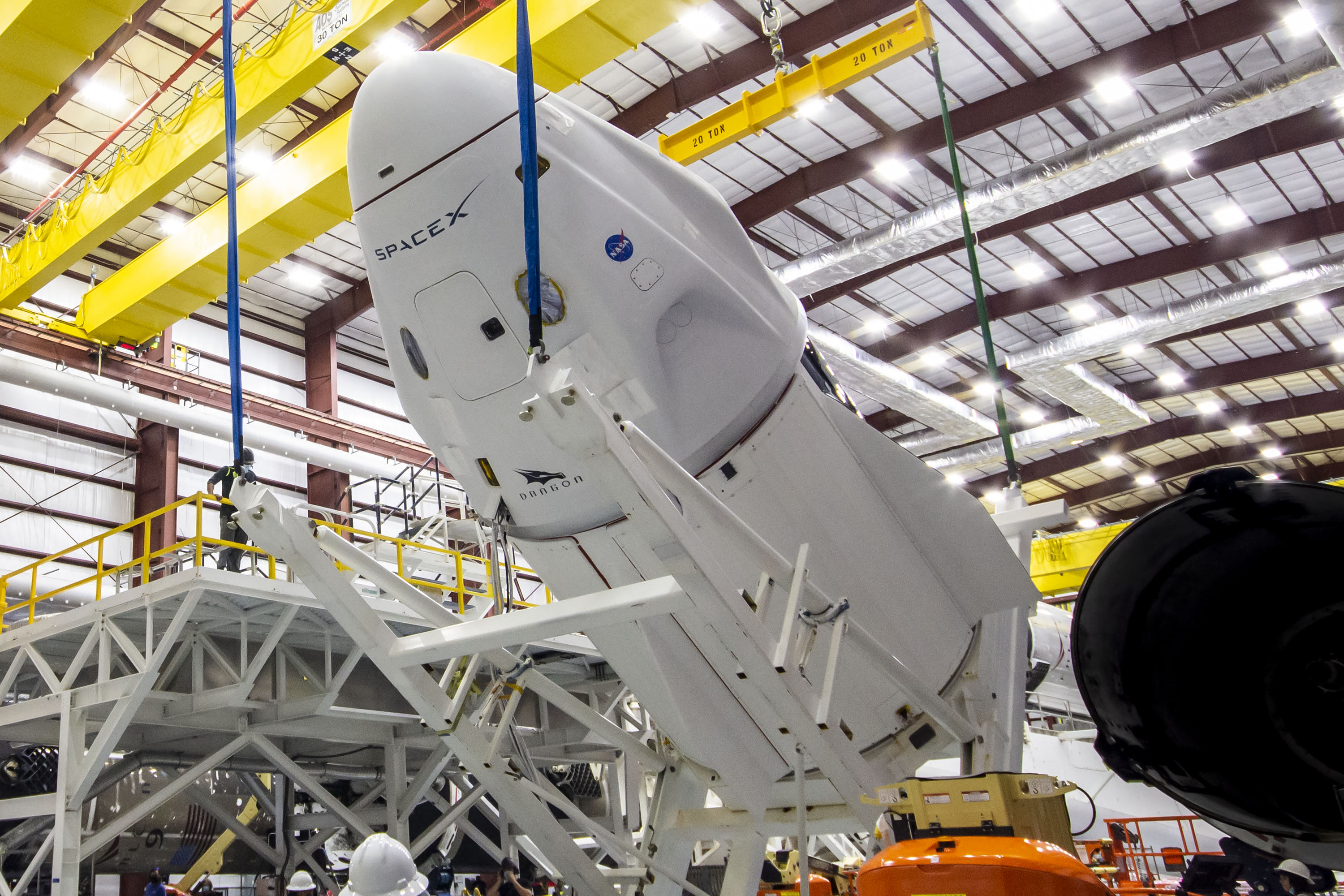
Капсула Crew Dragon Endeavour соединяется с ракетой SpaceX Falcon 9
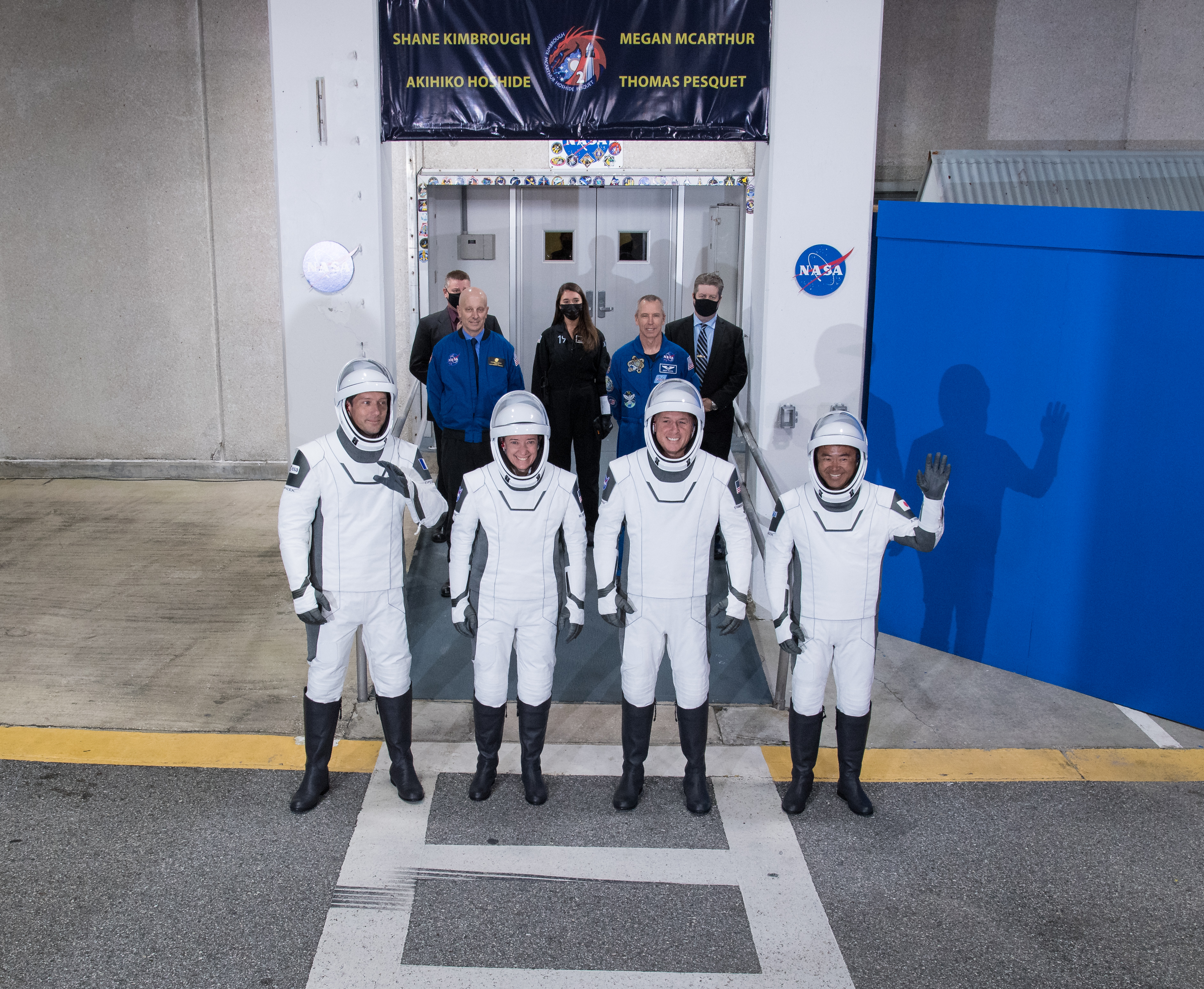
Экипаж корабля на выходе здания Оперативного центра имени Нила Армстронга
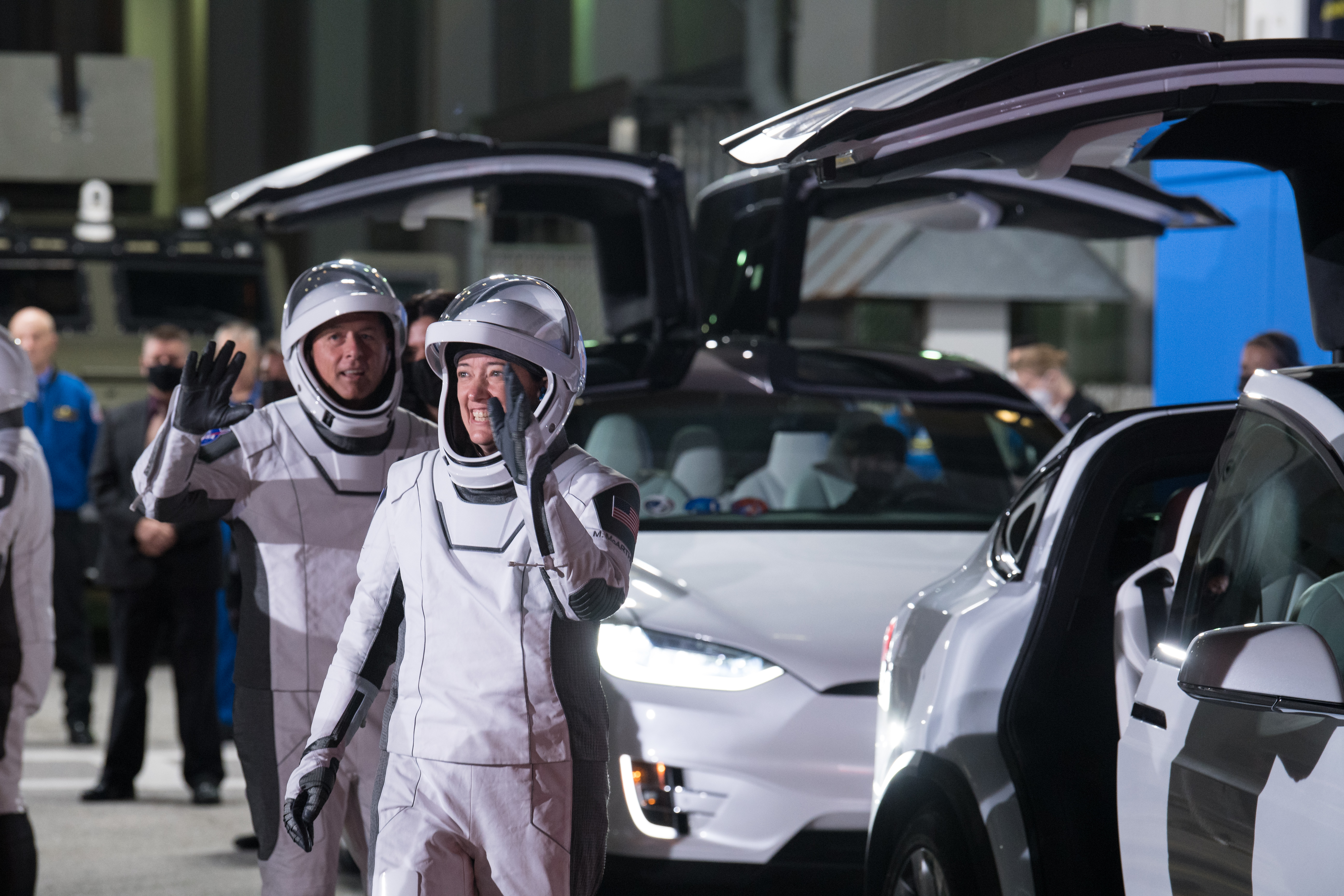
Астронавты НАСА Шейн Кимбро (слева) и Меган Макартур (справа) машут на прощание перед посадкой на космический корабль